# Conde de Agarez
Conde de Agarez é um título nobiliárquico criado por D. Manuel II de Portugal, por Decreto de 5 de Setembro de 1908, em favor de Francisco Alves Machado, antes 1.º Visconde de Agarez.
Titulares
1. Francisco Alves Machado, 1.º Visconde e 1.º Conde de Agarez.